# Mokrin
Mokrin (serbocroata cirílico: Мокрин; húngaro: Homokrév) es un pueblo de Serbia, constituido administrativamente como una pedanía de la ciudad de Kikinda en el distrito de Banato del Norte de la provincia autónoma de Voivodina.
En 2011 tenía 5270 habitantes. Más de cuatro quintas partes de los habitantes son étnicamente serbios, quienes conviven con pequeñas minorías de gitanos y magiares.
Se conoce la existencia del pueblo de Homokrév en documentos del reino de Hungría desde los siglos XIII-XIV. Durante el período otomano fue una localidad étnicamente serbia en la que vivían unas treinta familias. Adoptó su topónimo actual en 1723. A principios del siglo XX tuvo un gran crecimiento demográfico como poblado ferroviario, al albergar una estación del ferrocarril de Szeged a Timișoara; en esa época llegó a superar el pueblo los nueve mil habitantes.
Se ubica junto a la frontera con Rumania, unos 10 km al norte de Kikinda sobre la carretera 104 que lleva a Novi Kneževac.